# Ivan Sztanev
Ivan Nikolov Sztanev, bolgárul Иван Николов Станев  (Bulgária, Dusanci, 1932) bolgár kommunista politikus, a Bolgár Kommunista Párt Központi Bizottságának egykori tagja.

## Pályafutása
1932-ben született Dusanci községben. Géplakatosként, szerelőként dolgozott. 1961 és 1989 között brigádvezető volt a Kremikovci kohászati művekben. 1981-től a Bolgár Kommunista Párt Központi Bizottságának tagja, 1989 és 1990 között Politikai Bizottságának tagjelöltje volt.

## Fordítás
Ez a szócikk részben vagy egészben a Иван Станев (политик) című bolgár Wikipédia-szócikk fordításán alapul.  Az eredeti cikk szerkesztőit annak laptörténete sorolja fel. Ez a jelzés csupán a megfogalmazás eredetét és a szerzői jogokat jelzi, nem szolgál a cikkben szereplő információk forrásmegjelöléseként.